# Rio Fometescu
O Rio Fometescu é um rio da Romênia, afluente do Jieţ, localizado no distrito de Hunedoara.